# Hippospongia typica
Hippospongia typica är en svampdjursart som beskrevs av Lendenfeld 1889. Hippospongia typica ingår i släktet Hippospongia och familjen Spongiidae. Inga underarter finns listade i Catalogue of Life.